# Vilchura
Vilchura   (лат.) — род мигаломорфных пауков из подсемейства Euagrinae семейства Dipluridae. 
Описание впервые опубликовано арахнологами Duniesky Ríos-Tamayo и Pablo A. Goloboff в 2017 году. Род состоит только из одного единственного вида — Vilchura calderoni, обитающего на территории Чили.